# Popielewo (Trzebielino)
Popielewo (deutsch Pöppelhof, kaschubisch Pòpielewò) ist ein kleiner Ort in Polen und liegt in der Woiwodschaft Pommern. Er gehört zur Gmina Trzebielino (Treblin) im Kreis Bytów (Bütow).

## Geographische Lage
Popielewo liegt am Südufer der Wieprza (Wipper) im Westen der Woiwodschaft Pommern etwa 20 Kilometer nördlich der früheren Kreisstadt Miastko (Rummelsburg) und 35 Kilometer westlich der jetzigen Kreisstadt Bytów (Bütow). Das Dorf ist über die Landesstraße 21 im Abzweig Bożanka (Friedrichshuld) oder die Staatsbahn-Linie 405 (Bahnstation: Ciecholub (Techlipp)) erreichbar.

## Geschichtliches

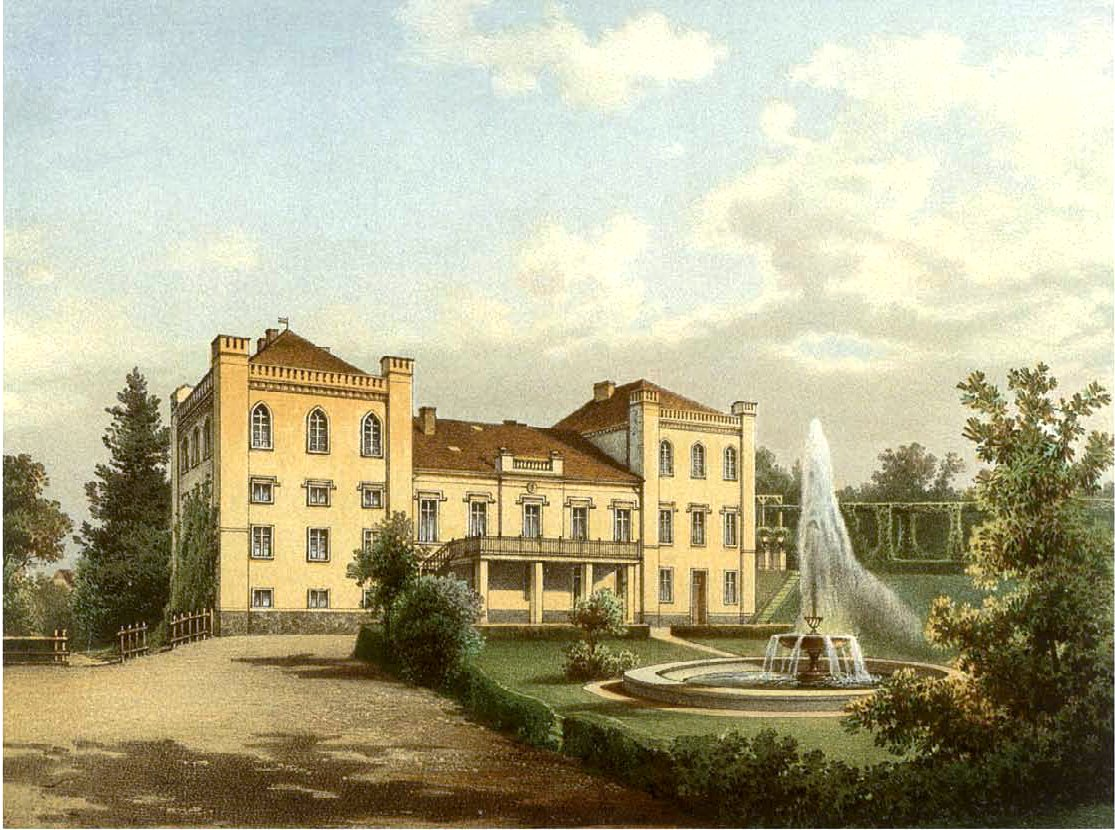
Rittergut Rohr um 1860, Sammlung Alexander Duncker

Der kleine Ort im westlichen Zipfel der Puszcza Słupska (ehemals Heide Poppiel) wurde unter dem Namen Pottack besiedelt, obwohl es in unmittelbarer Nähe bereits eine Neusiedlung gleichen Namens gab. 1575 erscheint der Name in einem Lehnsbrief der Familie Zitzewitz und reiht sich an andere Neugründungen südlich der Wieprza (Wipper) an. In der Kirchenmatrikel von Treten werden 1590 in Pottack drei besetzte Bauernhöfe genannt. Die Besitzer wechselten seither von der Familie Zitzewitz aus Varzin über die Familie Brünnow, die Familie von Kleist bis zur Familie von Kameke.
Ab 1912 war Forstmeister Krahmer in Schmolsin Besitzer. 1937 wurde es an Major a. D. Kurt Ritgen in Göttingen verkauft. Pächter des Gutes mit rund 700 Hektar Land war seit 1926 der 1885 geborene Landwirt Carl Krupp aus Altschäferei (Bąkowo) bei Treblin (Trzebielino), der sich bei der Bevölkerung großer Beliebtheit erfreute und das Gut mit großem Erfolg bis 1945 bewirtschaftete.
Im Jahre 1701 hatte Kasimir von Zitzewitz bestimmt, dass Pöppel stets bei Brotzen (Brzoczyna) bleiben soll. Seither hängt seine Geschichte eng mit der von Brotzen zusammen. Brotzen war auch Kirch- und Schulort.
Pöppelhof zählte 1812 insgesamt 41 Einwohner mit 10 Wohnhäusern. Die Einwohnerzahl stieg bis 1843 auf 86, betrug 1871 schon 111, sank dann aber bis 1925 auf 60 Einwohner bei 8 Wohnhäusern ab. 1928 wurde Pöppelhof ein Ortsteil der Landgemeinde Brotzen.
Bis 1945 gehörte das Dorf zum Landkreis Rummelsburg im Regierungsbezirk Köslin der preußischen Provinz Pommern. Als Teil der Gemeinde Brotzen gehörte es zum Amts- und Standesamtsbezirk Treten (Dretyń).
Seit 1945 ist der nun Popielewo genannte Ort ein Dorf im Powiat Bytowski in der polnischen Woiwodschaft Pommern (zwischen 1975 und 1998 Woiwodschaft Stolp). Es gehört zur Landgemeinde Trzebielino  (Treblin) innerhalb des Schulzenamts Bożanka (Friedrichshuld). Heute sind hier nur noch 5 Einwohner registriert.

## Kirche
Bis 1945 war die Einwohnerschaft von Pöppelhof fast ausnahmslos evangelischer Konfession. Das Dorf war mit Friedrichshuld (Bożanka), Wocknin (Okunino) und Brandheide (Zgorzele) in die Kirchengemeinde Treten (Dretyń) eingepfarrt, zu der auch die Filialkirche Brotzen (Broczyna) mit Börnen (Damowo), Turzig (Tursko) und Wangerin (Węgorzyno) gehörten. Das Kirchspiel Treten lag im Kirchenkreis Rummelsburg (Miastko) im Ostsprengel der Kirchenprovinz Pommern der Kirche der Altpreußischen Union. Letzter deutscher Geistlicher vor 1945 war Pfarrer Ulrich Maffia.
Seit der Vertreibung der Deutschen leben in Popielewo überwiegend katholische Kirchenglieder. Das Dorf gehört weiterhin zur Pfarre (Parafia) Dretyń (Treten), in die jetzt auch die Filialkirche Trzcinno (Rohr) integriert wurde. Die Pfarrei ist Teil des Dekanats Miastko (Rummelsburg) im Bistum Köslin-Kolberg der Katholischen Kirche in Polen. Hier noch lebende evangelische Kirchenglieder sind dem Pfarramt der Kreuzkirche in Słupsk (Stolp) in der Diözese Pommern-Großpolen der Evangelisch-Augsburgischen Kirche in Polen zugeordnet. Nächstes Kirchdorf ist Wołcza Wielka (Groß Volz).

## Schule
Die Kinder aus Pöppelhof gingen vor 1945 in die Schule in Brotzen (Broczyna). Das dortige Schulhaus war 1928 errichtet worden. 1937 unterrichtete hier Lehrer Fritz Mundt 35 Schüler.